# Mosaïque Art déco (Reims)
Après la première guerre mondiale, Reims détruit à plus de 70 %, fait l’objet d’une reconstruction par un nombre important d’architectes avec un cadre architectural assez souple.
L’art déco inspire de nombreuses constructions ornées de mosaïques.
La vigne et le vin, symboles champenois sont fortement représentés mais n’excluent pas d’autres motifs.

## Les différents thèmes des mosaïques

### Mosaïques sur la représentation du vin et de la vigne
Les thèmes typiquement champenois des mosaïques sont les représentations du vin et de la vigne, ou de tout ce qui est en relation avec tels que les métiers,…
Les mosaïques de la façade du Cellier d'expédition Mumm résument cette représentation. Elles ont été dessinées par Joseph Blanc et réalisées par le mosaïste Guilbert-Martin :

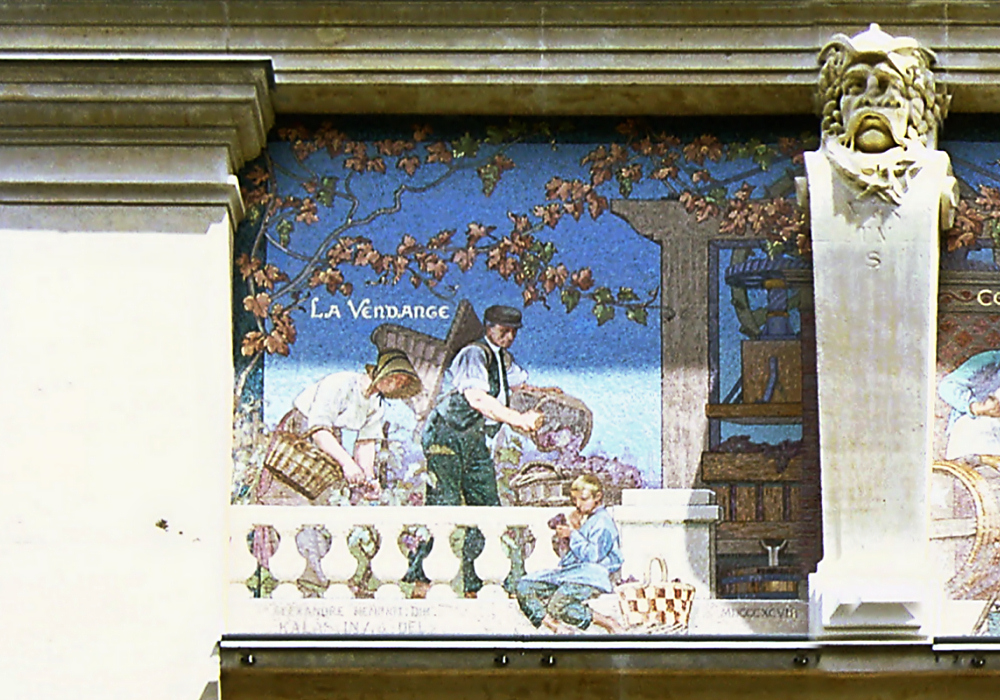
La Vendange
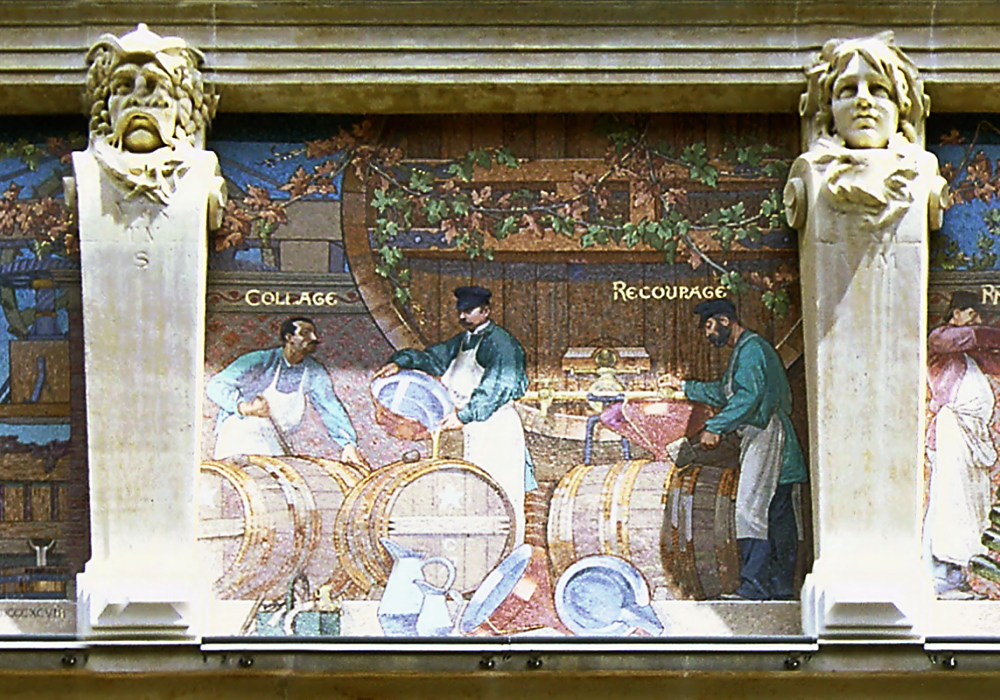
La Vinification
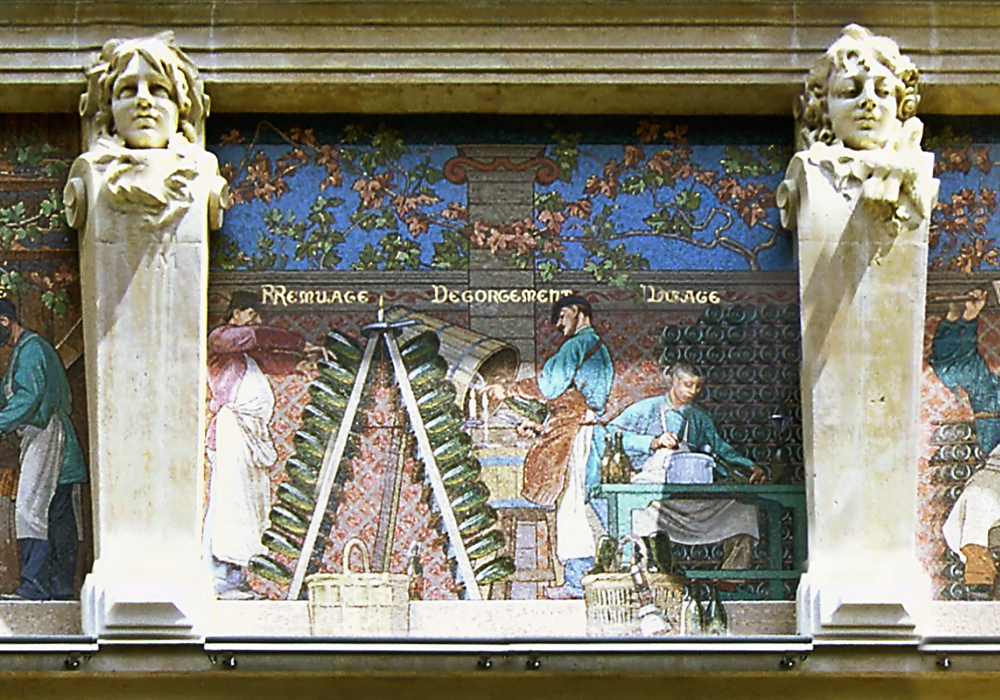
Le Remuage
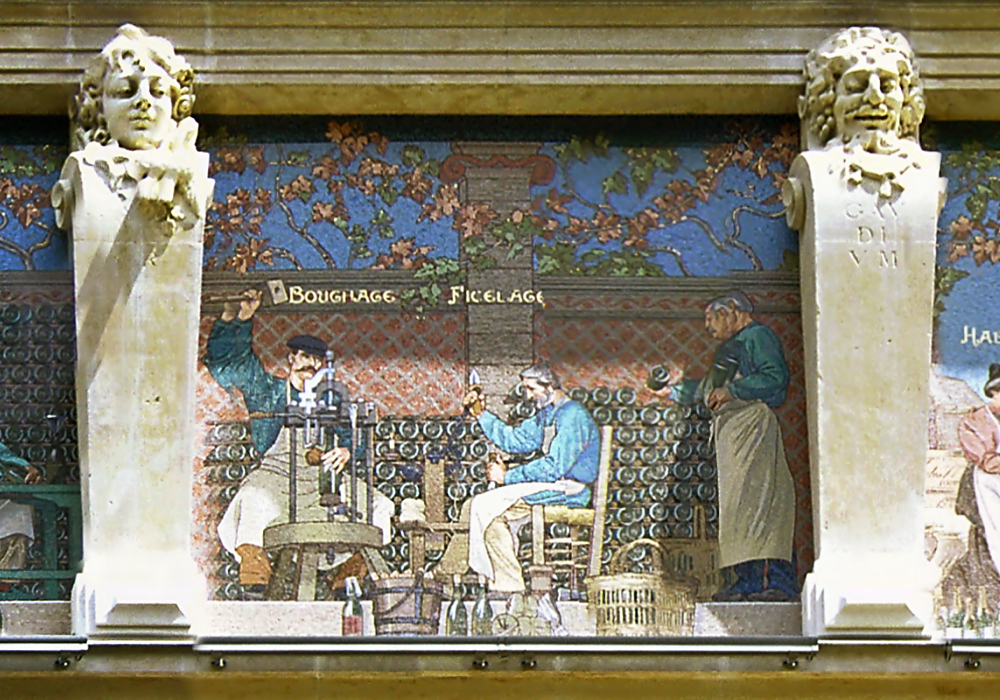
Le Bouchage ficelage
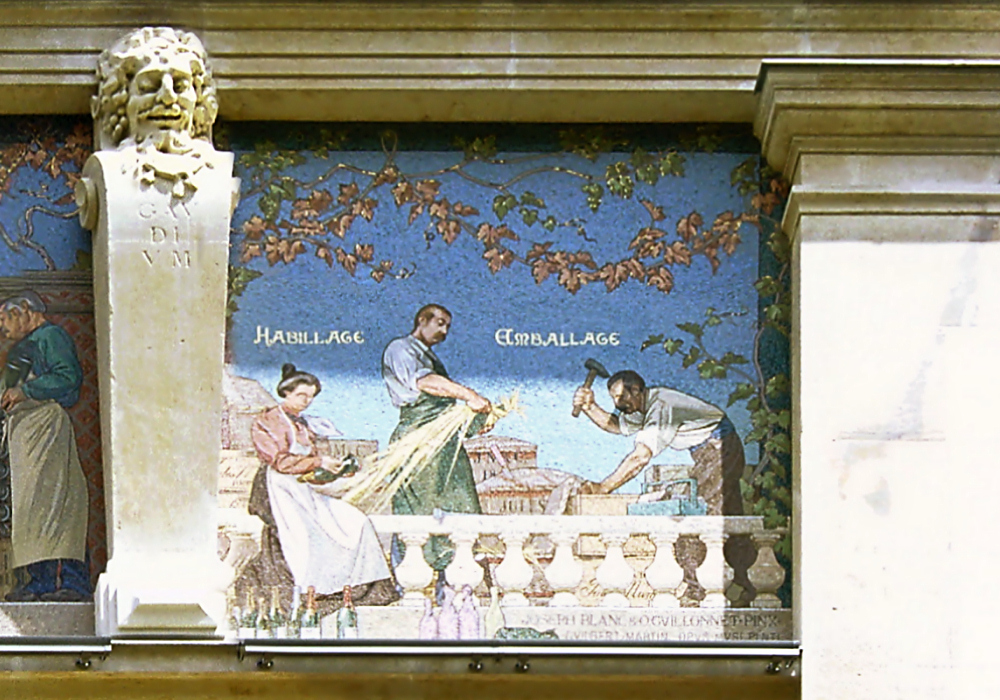
L'Expédition

### Mosaïques sur le thème des métiers
Les mosaïques sur le thème des métiers, du sport, des symboles et de la vitesse pour l’intérieur de la  Bibliothèque Carnegie constitue un cas à part.
Les mosaïques ont été dessinées par Henri Sauvage et réalisée par les Marbreries Merbès-Sprimon.

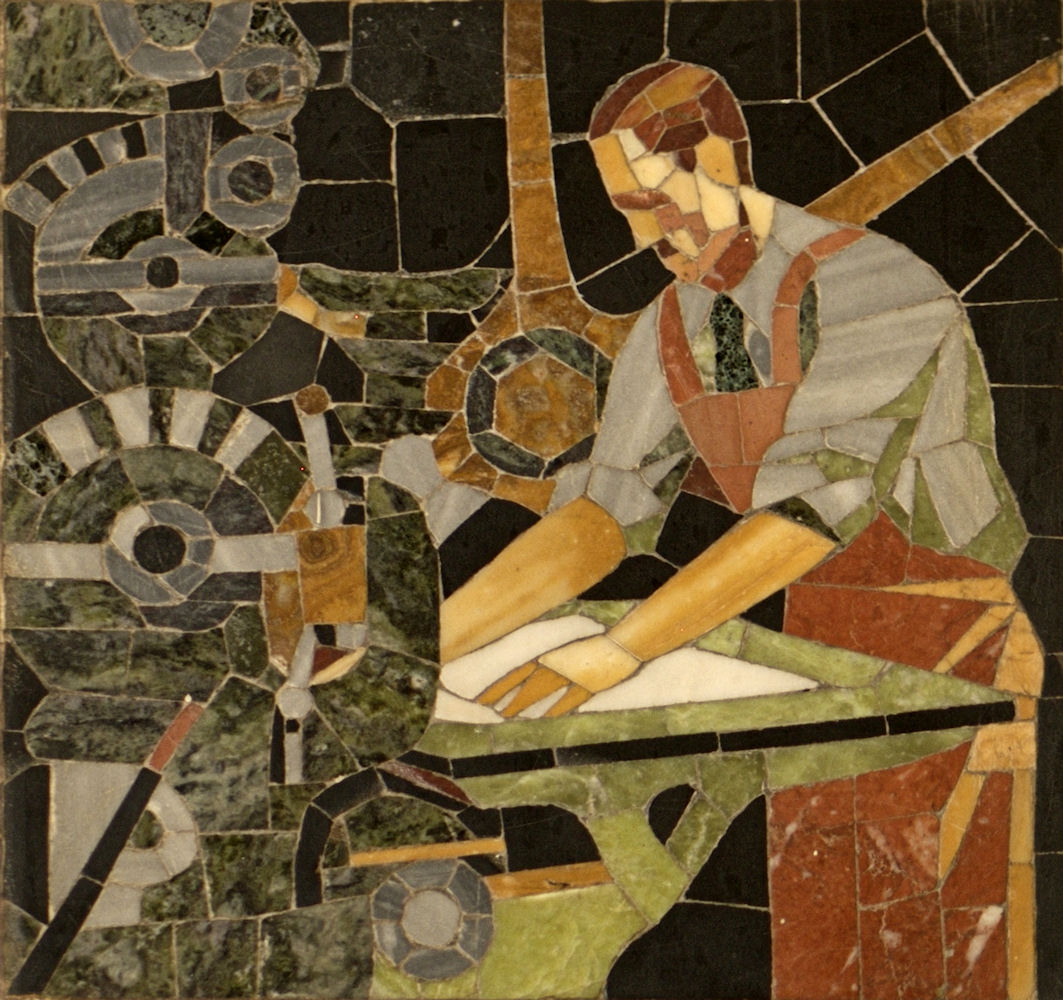
Le métier d'imprimeur.
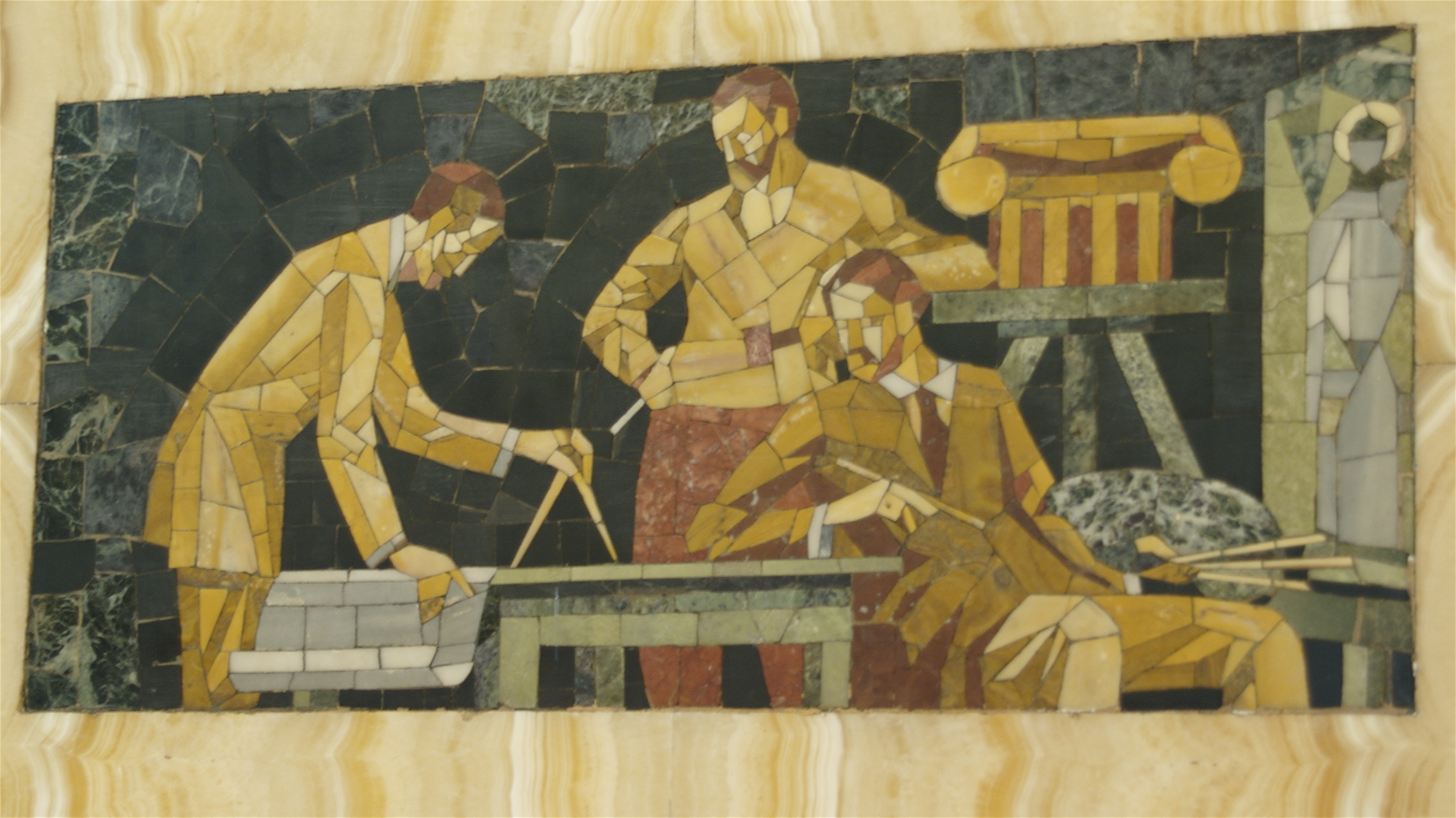
Le métier d'architecte.
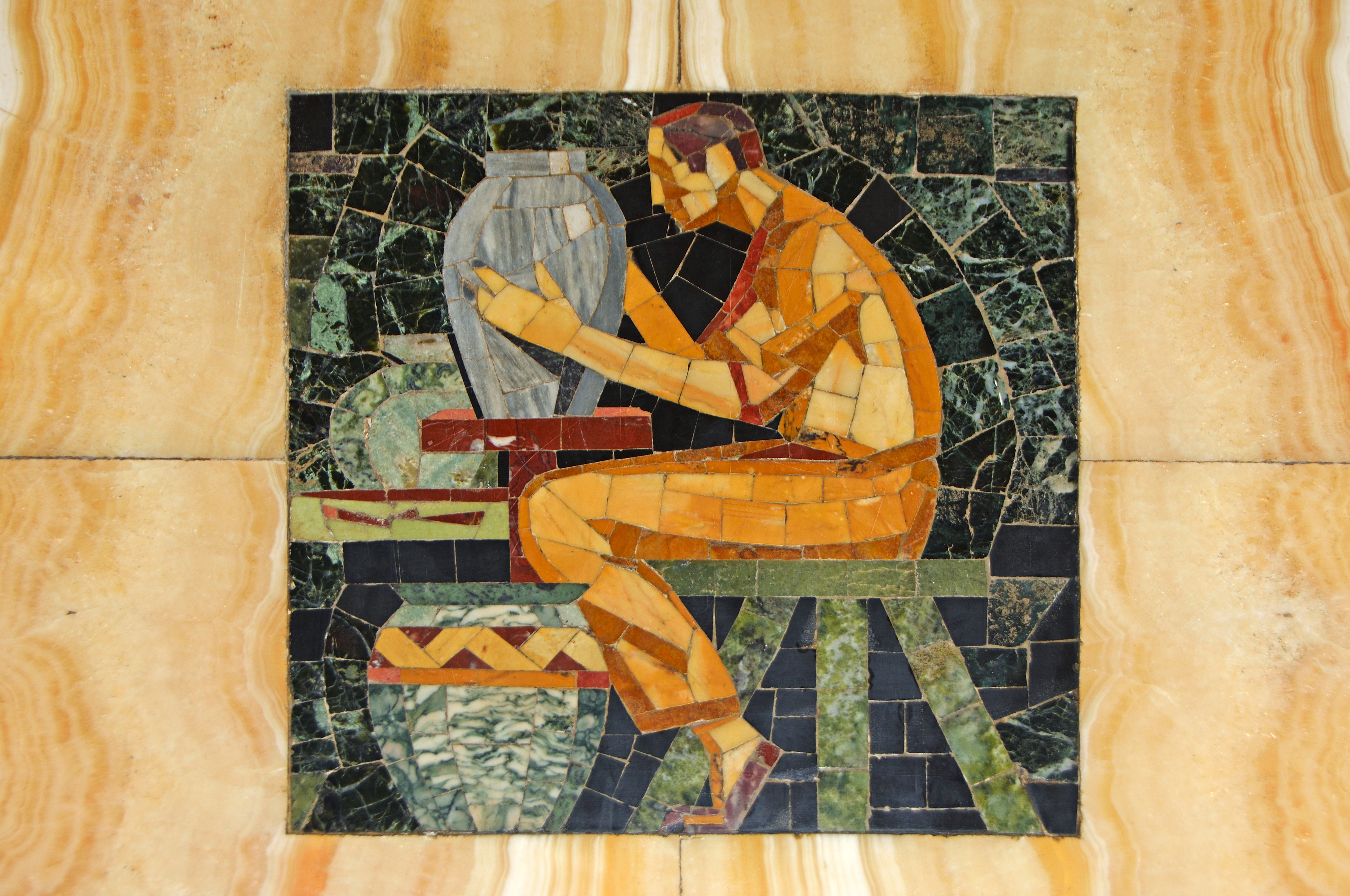
Le métier de potier.
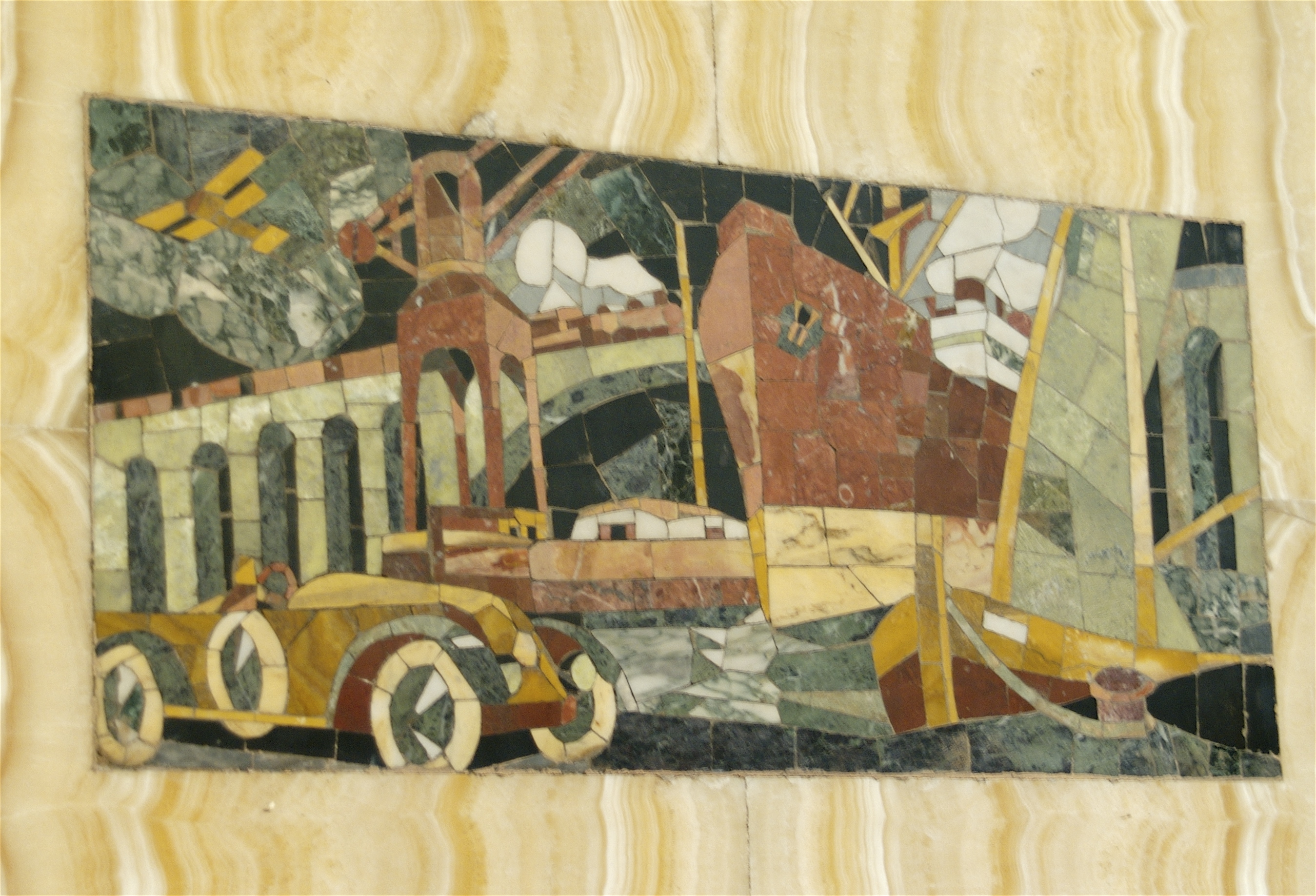
Vitesse.

### Les bâtiments publics
- Bibliothèque Carnegie (Reims) : les mosaïques de la façade extérieure ont été réalisées par Auguste Biret[2].

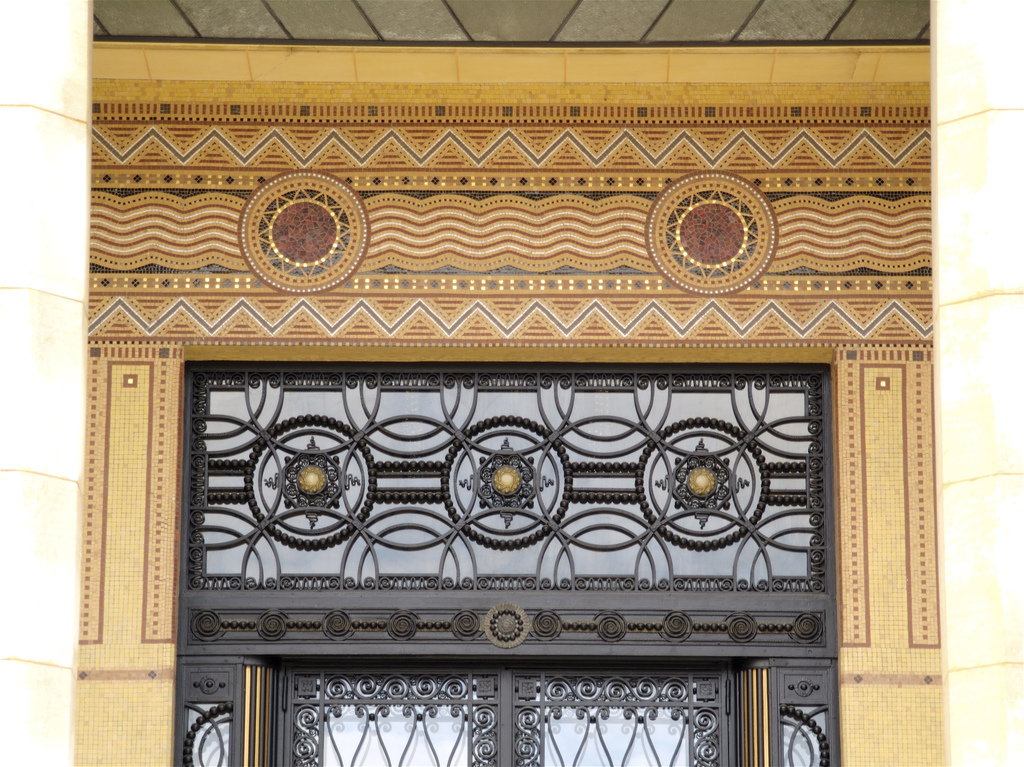
Mosaïques extérieures de la Bibliothèque Carnegie.

### Façades de commerces ou d’immeuble
- Rue de Talleyrand : la mosaïque de la maison Leboeuf, a été réalisée vers 1922 par le mosaïste Antoine Giudici.

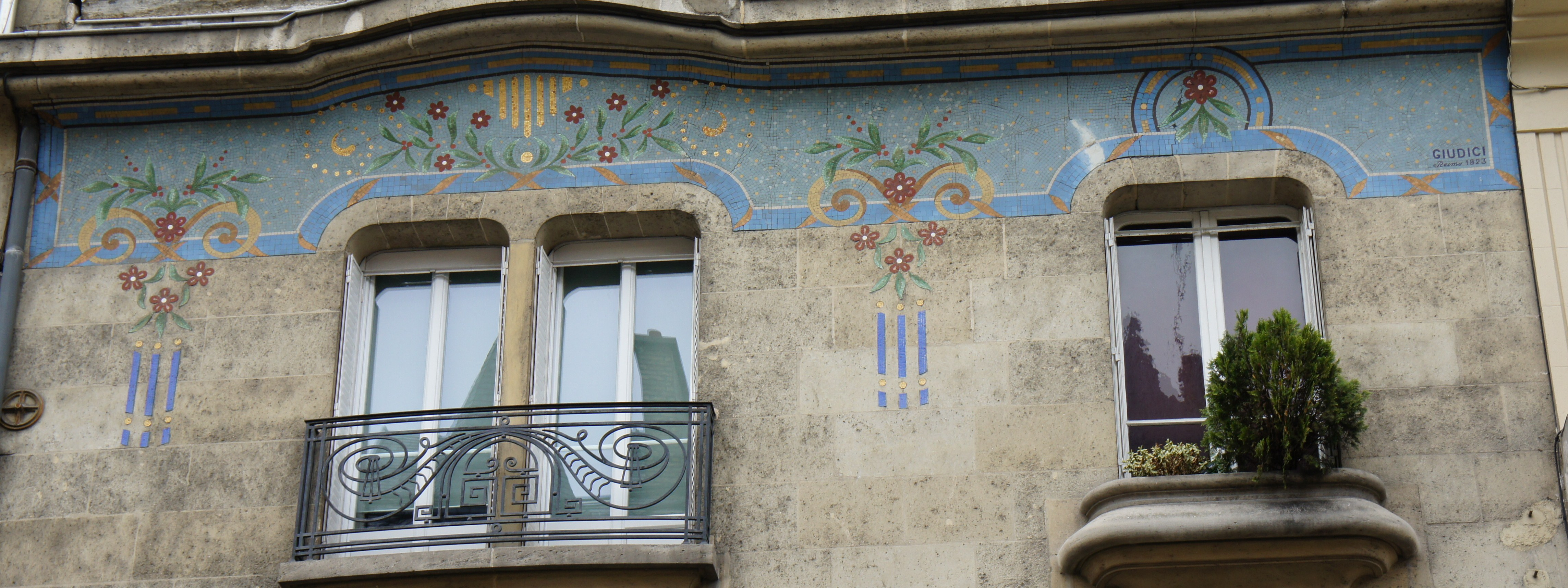
La maison Leboeuf.

- Rue du Temple : les mosaïques de l'immeuble du no 25 sont de Gentil et Bourdet.

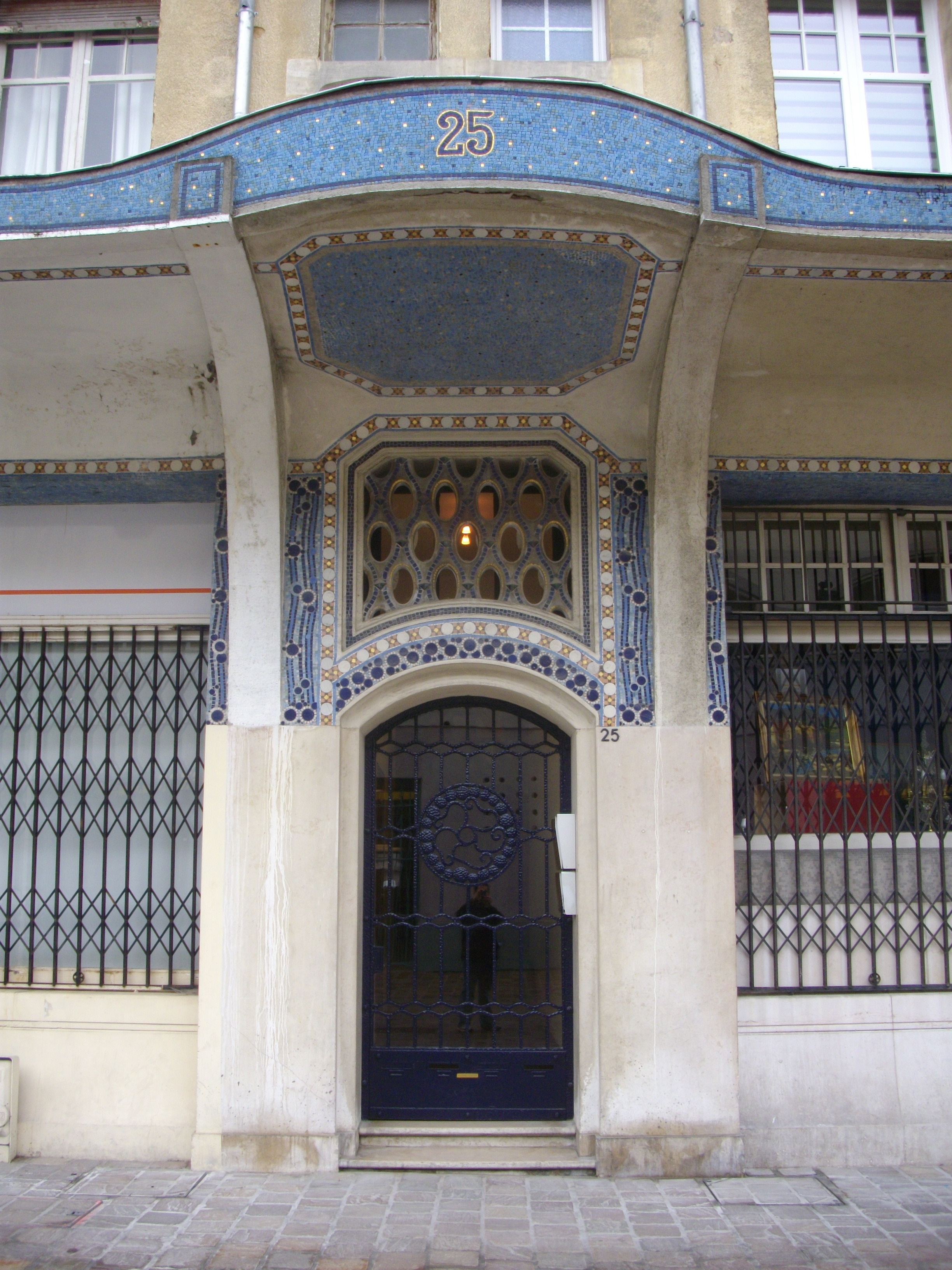
Immeuble au n° 25.

- Rue du Barbâtre :

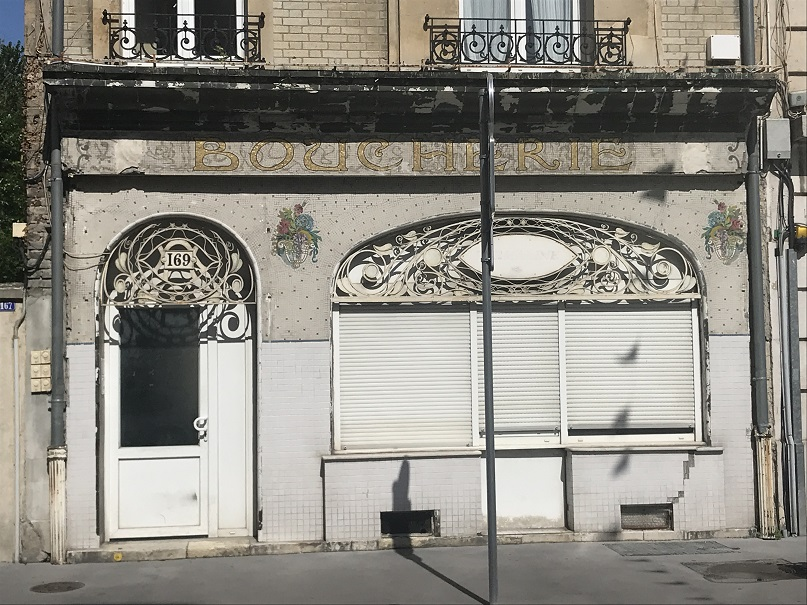
Façade d’une ancienne boucherie.
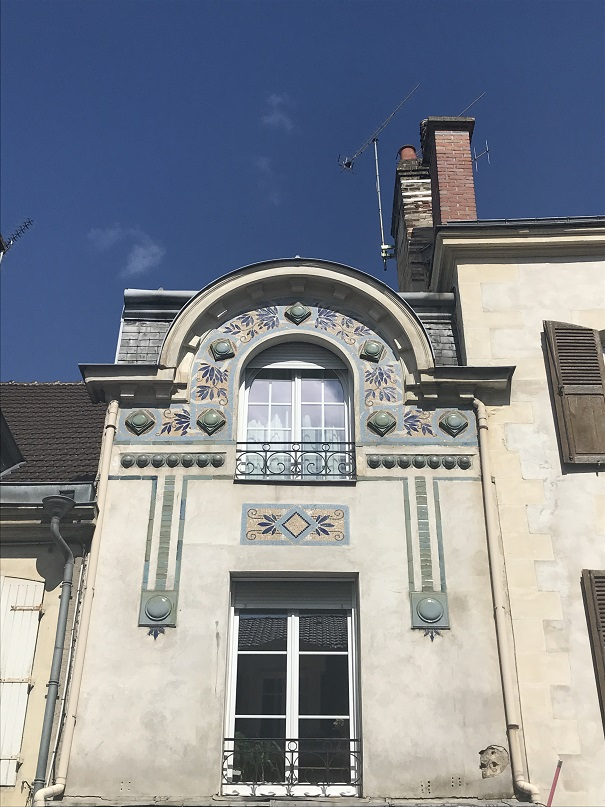
Façade d’une ancienne boulangerie.

- Rue Émile-Zola : les mosaïques de l'immeuble du no 28 sont de ?.

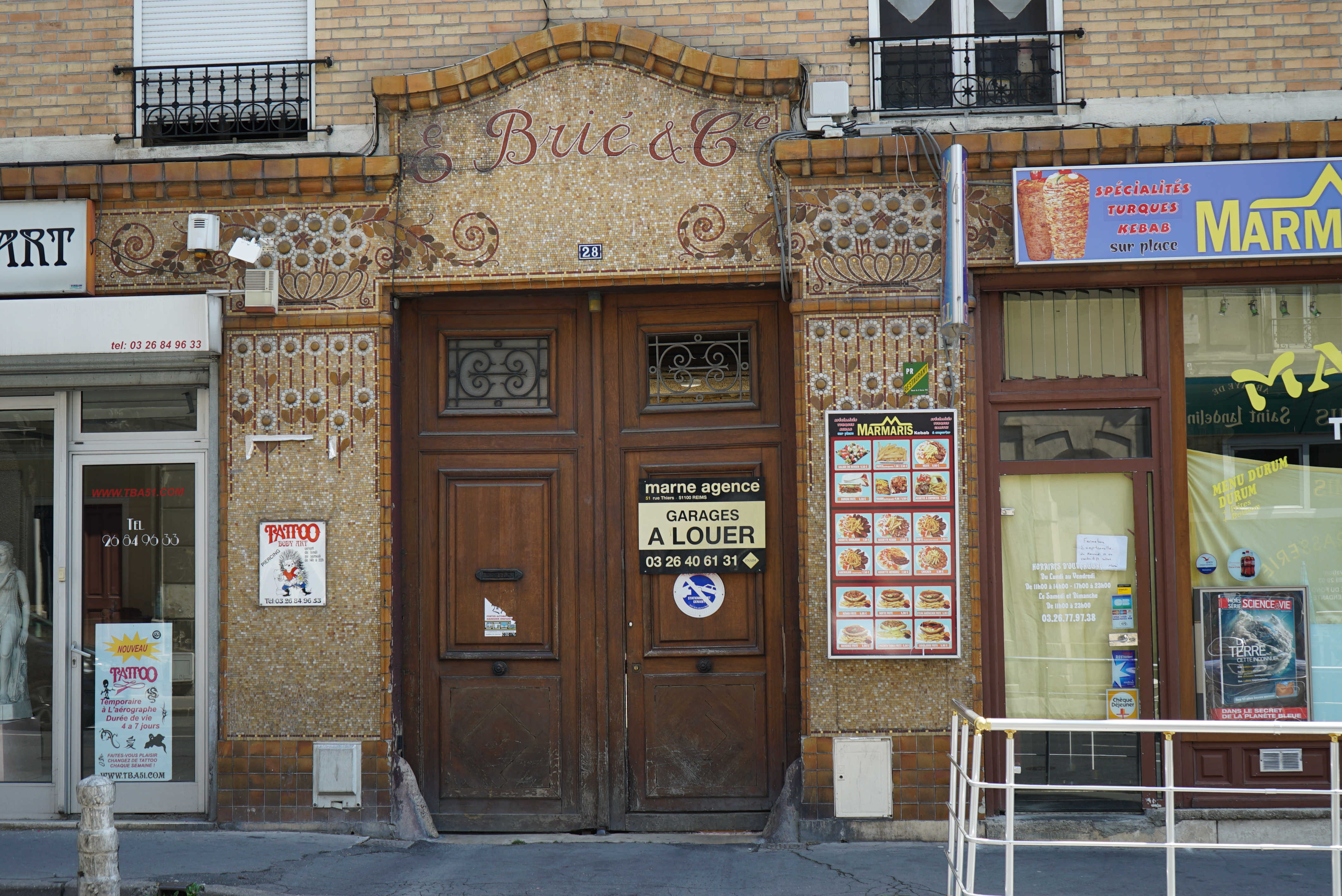
Façade rue Émile-Zola.

- Avenue de Laon : les mosaïques de l'immeuble du no 9 sont de ?.

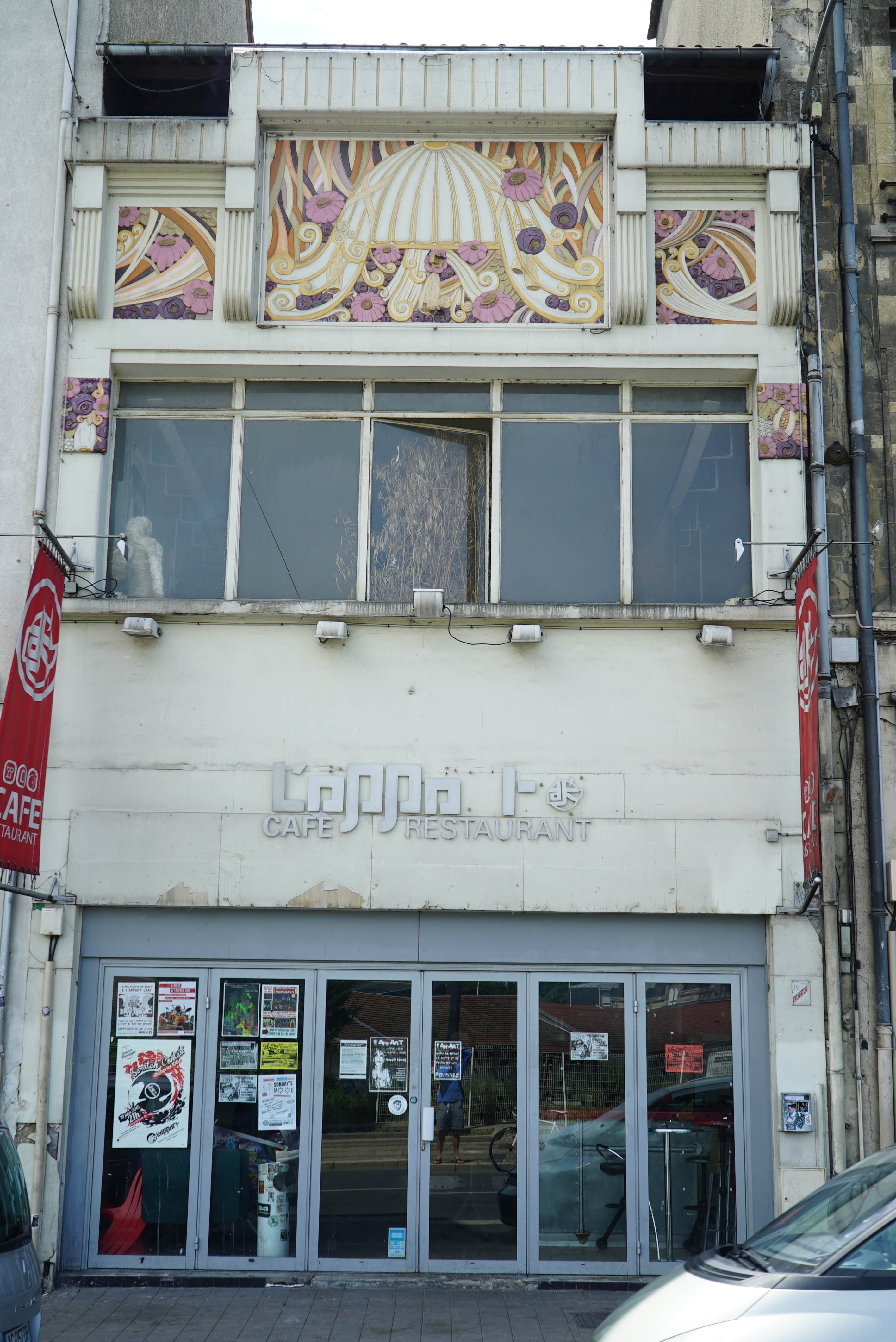
Au no 9, immeuble avec mosaïque Art déco.

- Rue Courmeaux : les mosaïques de l'immeuble du no 20-22

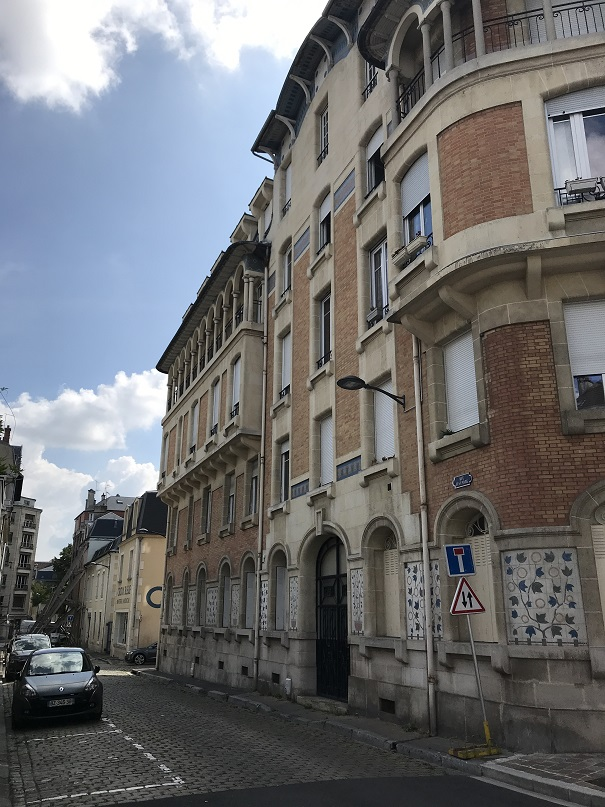
Motif de frise avec la vigne.

## Les artisans de la réalisation des mosaïques

### Notices biographiques des peintres et mosaïstes intervenus à Reims
- Auguste Biret : mosaïste, il travaille chez Giandomenico Facchina  et crée sa propre entreprise en 1910[3],
- Alphonse Gentil et Eugène Bourdet,
- Atelier Giudici.